# Ричмонд (Мічиган)
Ричмонд (англ. Richmond) — місто (англ. city) в США, в округах Маком і Сент-Клер штату Мічиган. Населення — 5878 осіб (2020).

## Географія
Ричмонд розташований за координатами 42°48′38″ пн. ш. 82°45′8″ зх. д. / 42.81056° пн. ш. 82.75222° зх. д. (42.810543, -82.752187).  За даними Бюро перепису населення США в 2010 році місто мало площу 7,48 км², з яких 7,38 км² — суходіл та 0,10 км² — водойми.

## Демографія
Згідно з переписом 2010 року, у місті мешкало 5735 осіб у 2239 домогосподарствах у складі 1521 родини. Густота населення становила 766 осіб/км².  Було 2479 помешкань (331/км²).
Расовий склад населення:
| - 94,2 % — білих - 1,0 % — чорних або афроамериканців - 0,3 % — корінних американців - 0,2 % — вихідців з тихоокеанських островів - 0,2 % — азіатів - 2,6 % — осіб інших рас |

До двох чи більше рас належало 1,5 %. Частка іспаномовних становила 4,6 % від усіх жителів.
За віковим діапазоном населення розподілялося таким чином: 23,8 % — особи молодші 18 років, 60,7 % — особи у віці 18—64 років, 15,5 % — особи у віці 65 років та старші. Медіана віку мешканця становила 39,9 року. На 100 осіб жіночої статі у місті припадало 93,0 чоловіків;  на 100 жінок у віці від 18 років та старших — 88,6 чоловіків також старших 18 років.
Середній дохід на одне домашнє господарство  становив 61 034 долари США (медіана — 45 096), а середній дохід на одну сім'ю — 79 361 долар (медіана — 60 547). Медіана доходів становила 46 798 доларів для чоловіків та 28 988 доларів для жінок. За межею бідності перебувало 22,1 % осіб, у тому числі 40,2 % дітей у віці до 18 років та 14,4 % осіб у віці 65 років та старших.
Цивільне працевлаштоване населення становило 2792 особи. Основні галузі зайнятості: виробництво — 19,7 %, освіта, охорона здоров'я та соціальна допомога — 19,3 %, мистецтво, розваги та відпочинок — 13,2 %, роздрібна торгівля — 11,5 %.